# Velmeden
Velmeden ist ein Stadtteil von Hessisch Lichtenau im nordhessischen Werra-Meißner-Kreis.

## Geographie
Velmeden liegt etwa sechs Kilometer nordöstlich von Hessisch Lichtenau am Rand des Hohen Meißners. Der Stadtteil befindet sich im Velmeder Tal an der Velmede, einem Zufluss der Wehre. Im Ort treffen sich die Landesstraßen 3238 und 3241 sowie die Kreisstraße 43.

## Geschichte

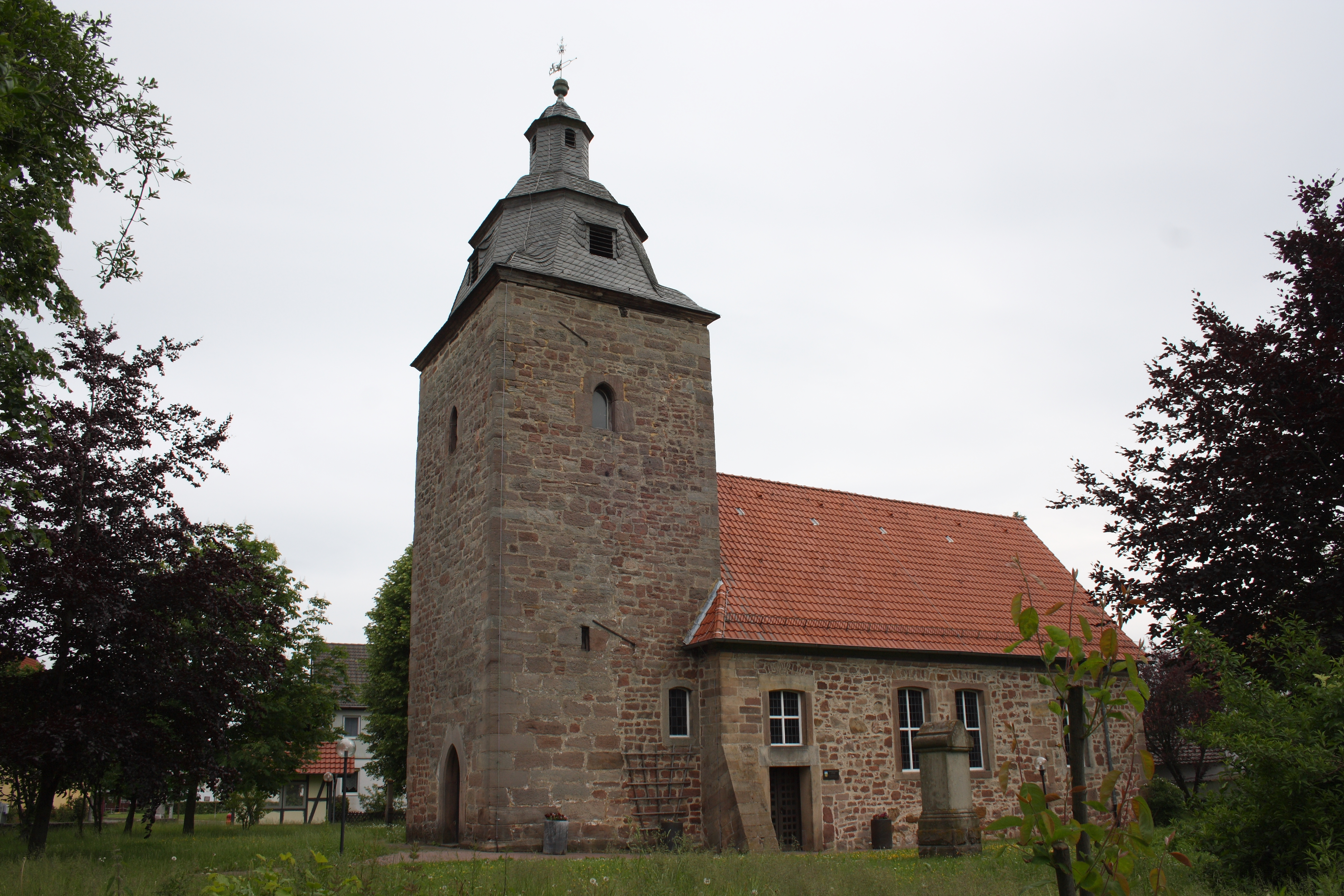
Evangelische Kirche

Velmeden wurde, soweit bekannt, im Jahre 775 erstmals urkundlich erwähnt. 1454 wurde das Dorf zum Untergericht. Die Kirche wurde 1397 erbaut. Hausen war als Filialkirche mit der Kirchengemeinde Velmeden bis zum 31. Dezember 2007 pfarramtlich verbunden. Seit dem 1. Januar 2008 bilden diese beiden evangelischen Kirchengemeinden mit der Kirchengemeinde Walburg ein Kirchspiel, in dem Walburg der Sitz des Pfarramtes ist. Zu diesem Kirchspiel kam am 1. September 2011 die Kirchengemeinde Küchen hinzu.
Der Ort gehörte bis 1821 zum hessischen Amt Lichtenau und danach zum Landkreis Witzenhausen. Während der französischen Besatzung gehörte der Ort zum Kanton Lichtenau im Königreich Westphalen (1807–1813).

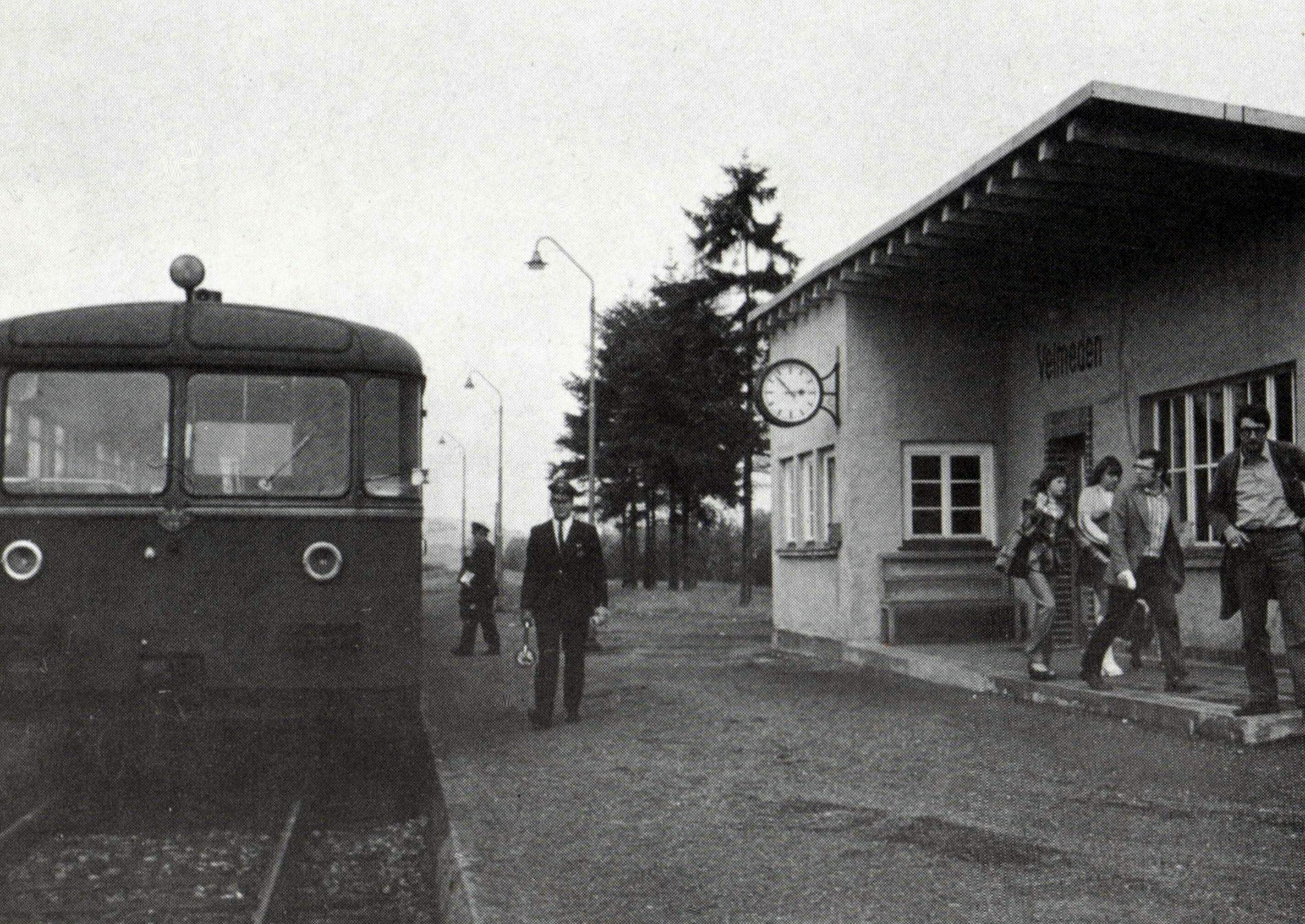
Der ehemalige Bahnhof mit einem Triebwagen

Mit der 1884 eröffneten Bahnstrecke Walburg–Großalmerode West erhielt Velmeden Anschluss an das Eisenbahnnetz. Ab 1915 zweigte im Ort die Gelstertalbahn nach Großalmerode-Ost ab. Beide Strecken wurden 1973 stillgelegt.
Zum 1. Januar 1974 wurde im Zuge der Gebietsreform in Hessen die bis dahin zum Landkreis Witzenhausen gehörende Gemeinde kraft Landesgesetz in die Stadt Hessisch Lichtenau im neu gebildeten Werra-Meißner-Kreis eingegliedert. Für die eingegliederten neun Stadtteile sowie die Kernstadt wurde jeweils ein Ortsbezirk mit Ortsbeirat und Ortsvorsteher eingerichtet.

## Bevölkerung
Einwohnerstruktur 2011
Nach den Erhebungen des Zensus 2011 lebten am Stichtag, dem 9. Mai 2011, in Velmeden 660 Einwohner. Darunter waren 12 (1,8 %) Ausländer.
Nach dem Lebensalter waren 96 Einwohner unter 18 Jahren, 276 zwischen 18 und 49, 1565 zwischen 50 und 64 und 207 Einwohner waren älter.
Die Einwohner lebten in 288 Haushalten. Davon waren 75 Singlehaushalte, 102 Paare ohne Kinder und 84 Paare mit Kindern, sowie 18 Alleinerziehende und 9 Wohngemeinschaften. In 75 Haushalten lebten ausschließlich Senioren und in 180 Haushaltungen lebten keine Senioren.
Einwohnerentwicklung
| Quelle: Historisches Ortslexikon |                                                                   |
| • 1539:                          | 36 Hausgesesse                                                    |
| • 1575:                          | 41 Hausgesesse                                                    |
| • 1585:                          | 41 Hausgesesse                                                    |
| • 1659:                          | 24 Feuerstellen                                                   |
| • 1681:                          | 29 Hausgesesse                                                    |
| • 1747:                          | 45 Mannschaften mit 47 Feuerstellen                               |
| • 1749:                          | 217 Einwohner                                                     |
| • 1961:                          | 661 evangelische (= 94,56 %), 37 katholische (= 5,29 %) Einwohner |

| Velmeden: Einwohnerzahlen von 1834 bis 2020 | Velmeden: Einwohnerzahlen von 1834 bis 2020 | Velmeden: Einwohnerzahlen von 1834 bis 2020 | Velmeden: Einwohnerzahlen von 1834 bis 2020 | Velmeden: Einwohnerzahlen von 1834 bis 2020 |
| --- | ------------------------------------------- | ------------------------------------------- | ------------------------------------------- | ------------------------------------------- |
| Jahr |                                             |                                             |                                             | Einwohner                                   |
| 1834 | 1834                                        |                                             | 374                                         | 374                                         |
| 1840 | 1840                                        |                                             | 398                                         | 398                                         |
| 1846 | 1846                                        |                                             | 397                                         | 397                                         |
| 1852 | 1852                                        |                                             | 385                                         | 385                                         |
| 1858 | 1858                                        |                                             | 354                                         | 354                                         |
| 1864 | 1864                                        |                                             | 367                                         | 367                                         |
| 1871 | 1871                                        |                                             | 343                                         | 343                                         |
| 1875 | 1875                                        |                                             | 332                                         | 332                                         |
| 1885 | 1885                                        |                                             | 319                                         | 319                                         |
| 1895 | 1895                                        |                                             | 346                                         | 346                                         |
| 1905 | 1905                                        |                                             | 391                                         | 391                                         |
| 1910 | 1910                                        |                                             | 375                                         | 375                                         |
| 1925 | 1925                                        |                                             | 431                                         | 431                                         |
| 1939 | 1939                                        |                                             | 470                                         | 470                                         |
| 1946 | 1946                                        |                                             | 638                                         | 638                                         |
| 1950 | 1950                                        |                                             | 637                                         | 637                                         |
| 1956 | 1956                                        |                                             | 694                                         | 694                                         |
| 1961 | 1961                                        |                                             | 699                                         | 699                                         |
| 1967 | 1967                                        |                                             | 751                                         | 751                                         |
| 1970 | 1970                                        |                                             | 736                                         | 736                                         |
| 1980 | 1980                                        |                                             | ?                                           | ?                                           |
| 1990 | 1990                                        |                                             | ?                                           | ?                                           |
| 2000 | 2000                                        |                                             | ?                                           | ?                                           |
| 2011 | 2011                                        |                                             | 660                                         | 660                                         |
| 2020 | 2020                                        |                                             | 668                                         | 668                                         |
| Datenquelle: Historisches Gemeindeverzeichnis für Hessen: Die Bevölkerung der Gemeinden 1834 bis 1967. Wiesbaden: Hessisches Statistisches Landesamt, 1968. Weitere Quellen: LAGIS; Stadt Hessisch Lichtenau; Zensus 2011 |                                             |                                             |                                             |                                             |

Berufsgliederung 1724
- 3 Amtspersonen, 23 Leinweber, 3 Schneider, ein Wagner, 4 Schmiede, 1 Müller, 21 Ackerleute, ein Fuhrmann, 6 Tagelöhner, 4 Hirten und Schäfer[1]

## Politik
Für Velmeden besteht ein Ortsbezirk (Gebiete der ehemaligen Gemeinde Velmeden) mit Ortsbeirat und Ortsvorsteher nach der Hessischen Gemeindeordnung.
Der Ortsbeirat besteht aus fünf Mitgliedern. Bei den Kommunalwahlen in Hessen 2021 betrug die Wahlbeteiligung zum Ortsbeirat 49,81 %. Alle Kandidaten gehörten der „Gemeinschaftsliste Velmeden“ an. Der Ortsbeirat wählte Sven Blumhardt zum stellvertretenden Ortsvorsteher (der Posten des Ortsvorstehers ist aktuell vakant).

## Persönlichkeiten
In Velmeden geboren
- Adolf Karl Koppen (1827–1902), Generalsuperintendent der lippischen Landeskirche